# Дорожные знаки Сербии

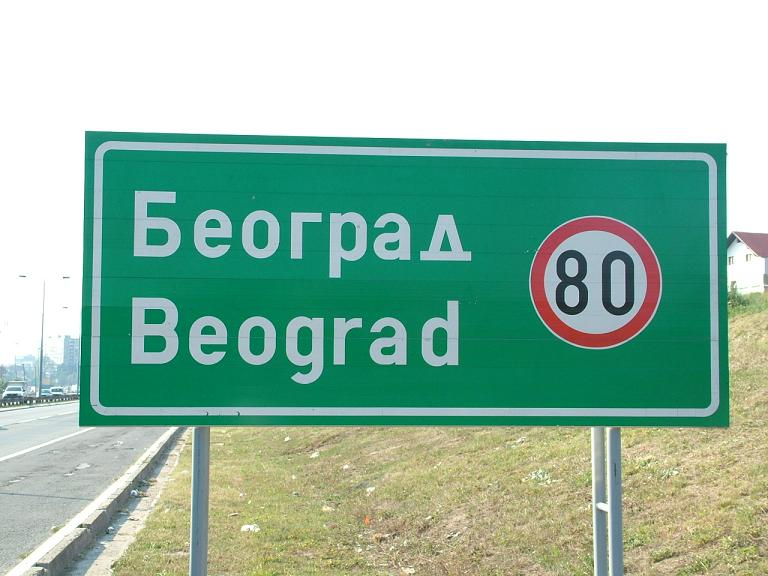
Дорожный знак на въезде в Белград

Доро́жные зна́ки Се́рбии регулируются «Правилом дорожных знаков» (серб. Правилник о саобраћајној сигнализацији), который последний раз изменялся в 2017 году.
Дорожные знаки соответствуют Венской конверсии о дорожных знаках и сигналах 1968 года, а также бывшим югославским дорожным знакам, которые также используются государствами-правопреемниками Югославии. Надписи на них выполнены на кириллице и латинице, в то же время в Черногории они пишутся только на латинице, после того, как она стала независимым государством в 2006 году.
Существует несколько типов дорожных знаков в Сербии, они также используются в Республике Косово, хотя некоторые из них были заменены албанскими дорожными знаками, которые в свою очередь являются копией итальянских дорожных знаков. 
По внешнему виду сербские дорожные знаки схожи со знаками стран Восточной Европы.

## Категория А: Предупреждающие знаки

Поворот налево
Поворот направо
Двойная кривая, первая налево
Двойная кривая, первая направо
Опасные повороты впереди
Крутой подъем
Крутый спуск
Дорога сужается
Дорога сужается справа
Дорога сужается слева
Подъемный мост
Набережная или выезд на берег
Неровная дорога
Ямы
Изъятие
Скользкая дорога
Рассыпанная гравийка
Опасность падения камней
Опасность падения камней
Пешеходный переход
Дети
Велосипедисты
Животные
Дикие животные
Дорожные работы
Светофор
Светофор
Низколетящие самолёты/Взлётно-посадочная полоса
Боковой ветер с левой стороны
Боковой ветер с правой стороны
Двустороннее движение
Тоннель
Прочие опасности
Перекресток с правилом правой стороны
Перекресток на приоритетной дороге с неприоритетной дорогой
Перекресток на приоритетной дороге с неприоритетной дорогой с левой стороны
Перекресток на приоритетной дороге с неприоритетной дорогой с правой стороны
Слияние трафика с левой стороны
Слияние трафика с правой стороны
Круговое движение
Трамвай
Подход к железнодорожному переезду с шлагбаумом
Подход к железнодорожному переезду без шлагбаума
Однопутный железнодорожный переезд
Многопутный железнодорожный переезд
Дорожные знаки для железнодорожного переезда с шлагбаумом
Дорожные знаки для железнодорожного переезда без шлагбаума
Пешеходы
Мягкие обочины
Очереди на дороге

## Категория В: Запрещающие знаки

Уступи дорогу
Стоп
Запрещено движение всем видам транспорта в обоих направлениях
Въезд запрещен
Движение запрещено для всех транспортных средств, кроме мотоциклов
Движение запрещено для автобусов
Движение запрещено для грузовых автомобилей
Движение запрещено для транспортных средств, перевозящих опасные загрязняющие воду вещества
Движение запрещено для транспортных средств, перевозящих взрывчатые вещества
Движение запрещено для транспортных средств, перевозящих опасные грузы
Движение запрещено для сцепных транспортных средств
Движение запрещено для тракторов
Движение запрещено для мотоциклов
Движение запрещено для мопедов
Движение запрещено для велосипедов
Движение запрещено для транспортных средств, движимых животными
Движение запрещено для ручных тележек
Движение запрещено для всех автомобилей
Движение запрещено для автомобилей и транспортных средств, движимых животными
Движение запрещено для автобусов, тракторов и транспортных средств, движимых животными
Максимальная ширина
Максимальная высота
Максимальный вес
Максимальный вес на ось
Максимальная длина
Минимальное безопасное расстояние
Запрещен поворот налево
Запрещен поворот направо
Запрещено выполнение разворота
Обгон запрещен
Обгон грузовиков запрещен
Максимальное ограничение скорости
Запрещено использование сигнала
Таможня
Полиция
Плата за проезд
Уступи дорогу встречному движению
Остановка запрещена
Парковка запрещена

## Категория С: Обязательные знаки

Минимальное ограничение скорости
Обязательное использование снежных цепей
Велосипедная дорожка
Пешеходная дорожка
Пешеходная и велосипедная дорожка
Пешеходная и велосипедная дорожка
Дорожка для верховой езды
Прямо
Поворот направо
Поворот налево
Поворот налево впереди
Поворот направо впереди
Прямо или поворот налево
Прямо или поворот направо
Поворот налево или направо
Обгон слева
Обгон справа
Обгон с любой стороны
Круговое движение

## Категория D: Информационные знаки

Приоритет перед встречным движением
Одностороннее движение
Одностороннее движение
Главная дорога
Конец главной дороги
Пешеходный переход
Подземный или надземный пешеходный переход
Тупик
Дорога движения транспортного средства к перекрестку, где запрещен поворот налево
Использование полос на перекрестке
Номер окружной дороги
Маркер участка окружной дороги
Автомагистраль
Конец автомагистрали
Выездная дорога
Конец выездной дороги
Застройка на шоссе
Застройка
Конец застройки на шоссе
Конец застройки
Конец запрета обгона
Конец запрета обгона для грузовиков
Конец ограничения скорости
Конец минимального ограничения скорости
Конец запрета использования сигнала
Конец предыдущих запретов
Конец обязательного использования снежных цепей
Конец велосипедной дорожки
Конец пешеходной дорожки
Конец дорожки для верховой езды
Конец пешеходной и велосипедной дорожки
Конец пешеходной и велосипедной дорожки
Зона запрещения стоянки
Конец зоны запрещения стоянки
Парковка
Подземная парковка
Ограничение времени стоянки
Парк-энд-райд
Больница
Первая помощь
Служба технической помощи
Телефон
АЗС
Гостиница или мотель
Ресторан
Кафе
Парк
Кемпинг для палаток
Кемпинг для автодомов
Кемпинг для палаток и автодомов
Вилла
Дорожная помощь
Огнетушитель
Остановка автобуса
Остановка трамвая
Аэропорт
Порт
Информация
Туннель
Высота перевала
Река
Полицейский участок
Рекомендуемое ограничение скорости
Дорожный знак
Шевроны
Шевроны
Шевроны
Шевроны
Знак выхода
Дети
Полоса для автобусов
Конец полосы для автобусов
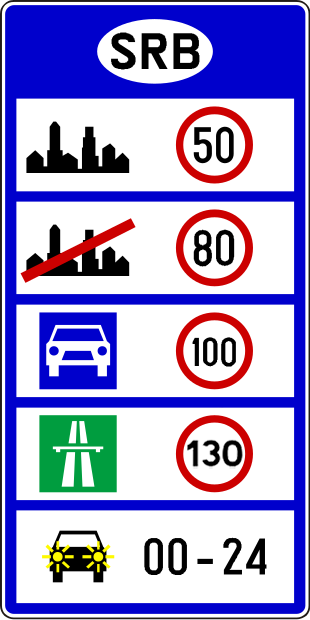
Национальные ограничения скорости
Третья полоса
Конец третьей полосы
Пешеходная зона
Конец пешеходной зоны
Зона ограничения скорости
Конец зоны ограничения скорости
Лежачий полицейский
Жилая улица
Конец жилой улицы
Школьная зона
Конец школьной зоны
Аварийный выход
Аварийный выход
Расстояние до аварийного выхода
Расстояние до аварийного выхода
Контроль скорости